# Upeneus niebuhri
Upeneus niebuhri è un pesce del genere Upeneus, scoperto nel 1976.

## Descrizione
La sua lunghezza media si aggira attorno ai 10 cm.

## Distribuzione e habitat
È stato rinvenuto soltanto nel Golfo di Suez.